# Jerónimo Granda
Juan Jerónimo Granda Menéndez (Oviedo, 1945), más conocido como Jerónimo Granda, es un cantautor español.
Durante la década de los sesenta formó parte de grupos musicales asturianos como Los 106, Los Líders y Los Juniors. Desde 1968 hasta la actualidad se presenta como solista en muy diversos escenarios de la geografía asturiana, española e internacional. 

Considerado por el periodista Javier Cuervo como un «cantapensador», colaboró durante varios años con La Nueva España presentando un consultorio en clave de humor. En sus actuaciones utiliza mezcla de lengua española y asturiana, utilizando lo que se denomina asturiano «amestáu», tal como describe Francisco García Pérez:
Por una parte, Jerónimo es un manual de retórica, es decir, del arte del bien decir, de dar al lenguaje escrito o hablado eficacia bastante para deleitar, persuadir o conmover: es el retórico perfecto. Sus textos, en excelente asturiano «amestáu», manejan como cera virgen todas las figuras literarias de manual. Las interrogaciones retóricas, claro, al público, de quien no espera respuesta; los calambures y juegos de palabras, que no son lo mismo y que los dos maneja de lujo; sus litotes o atenuaciones aparentes, para acabar dando más espectacularidad a lo que cuenta; su habitual preterición, o sea, ese simulacro de irse por las ramas para no charlar de lo que acaba charlando por los codos; sus símiles tan asturianos, entre acorde y acorde de guitarra; y, quizá sobre todo, sus expletivos, esas palabras que se emplean para hacer más llena o armoniosa la locución, esos «nomenó», esos «que sí, guapines, non pongáis esi focicu», esos «nunca tal vi», que hacen que la frase concluya cabalmente, con la sonoridad debida. Pero, y sería bastante, Jerónimo no es sólo dicción, pues, por otra parte, ese teatro retórico se usa sólo como base para un discurso corrosivo, iconoclasta, contrario al Poder (siempre el mismo, a lo largo de la Historia), ácrata, radical y rebelde. Entretenimiento, sí, pero nada de fuegos artificiales: misiles. O clásico o popular, o El ruido eterno o Logomonos, y, de poder ser, los dos.
Publicó en el año 2009, con KRK ediciones, un libro titulado Logomonos, una recopilación de algunas de sus reflexiones personales convertidas en monólogos con los que complementa sus actuaciones.
Colaboró con la OSCO (Oviedo Filarmonía), bajo la dirección de Gregorio Gutiérrez, como narrador en «Pedro y el lobo», de Serguéi Prokófiev en el Teatro Campoamor de Oviedo y fue pregonero de las fiestas de San Mateo en esa misma ciudad en el año 2011. En el año 2013 pregonó también el Festival de la Sidra en Nava y es reclamada regularmente su presencia para participar en el pregón de las fiestas de Antroxu en Gijón.
En abril de 2016 participó junto a artistas como Amancio Prada, Pablo Guerrero, Javier Muguruza, Luis Pastor, Patxi Andión, Elisa Serna, Marina Rossell, Julia León, Quico Pi de la Serra y Xuacu Amieva en el concierto de cantautores del primer festival Llanes enCanta, que se celebró en esa localidad asturiana. Meses más tarde, por san Mateo se presentó en la plaza de la Catedral de Oviedo acompañado por la Banda de Música Ciudad de Oviedo y en octubre de ese mismo año fue distinguido por el diario La Nueva España como Asturiano del mes «por su gran trayectoria en los escenarios».
En relación con dicha trayectoria, también en 2016, se presentó en el 54 Festival de Cine de Gijón el largometraje documental «La vida es un escenario» en el que, bajo la dirección de José Fernández Riveiro, el carismático artista va desnudando su vida al tiempo que numerosas caras conocidas del espectáculo asturiano.
Participó en 2017 en las actividades de conmemoración de los 125 años de historia del Teatro Campoamor de Oviedo, junto al también cantautor español Paco Ibáñez.
En agosto de 2020 publica «En vivo, de momento», su primer directo grabado el 9 de noviembre de 2019 en Teatro del Barrio de Madrid. Su edición se logró gracias a un proyecto de micromecenazgo, viene acompañado por un libreto con textos de José Luis Balbín, Gregorio Morán y Manuel Jabois y está producido por Edu Galán.

## Discografía[19]

#### Cedés
- «En vivo, de momento», Mongolia, 2020
- «Capricornio». Roncón, 2018
- «Géminis». Roncón, 2018
- «15 x 4 = 60». Roncón, 2006
- «La flauta del sapo», Roncón, 1997
- «20 grandes éxitos», Roncón, 1995

#### Elepés
- «El asturiano y el indiano», Roncón, 1988
- «El cuarto, creciente», Roncón, 1986
- «Un kilo de versos», RCA, 1981
- «Terrentemplete morriote un xatu», RCA, 1979
- «Coplas del Carnaval», RCA, 1977

## Otras publicaciones[20]

#### Libros
- «Logomonos»,[21] KRK, 2009

#### Colaboraciones en prensa y revistas
- Consultorio en clave de humor. La Nueva España[12]
- Revista «La clave», editada por José Luis Balbín.[22]
- «Atlántica XXII», revista asturiana de información y pensamiento.[23]
- Columnista en la Hoja del lunes de Gijón (enlace roto disponible en Internet Archive; véase el historial, la primera versión y la última).[24]
- Columnista en la Hoja del lunes de Oviedo[25]

## Cine
- «La vida es un escenario», largometraje documental de José Fernández Riveiro, 2016.[26]
- «Lo que el ojo no ve», cortometraje de José Braña, 2004.[27]
- «Carne de gallina», largometraje de Javier Maqua, 2002.[28]

## Programas de televisión
- «Aquí no hay quien duerma» Tele 5[29]
- «Calle Jero», Oviedo Televisión[30]
- «La radio piquiñina», RTVE[31]